# Herr Dis und Fräulein Es

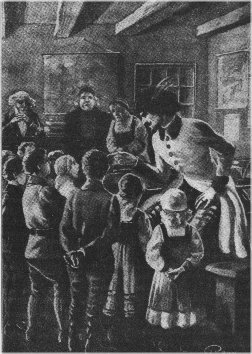
Illustration des Zeichners George Roux aus der Kurzgeschichte Herr Dis und Fräulein Es

Herr Dis und Fräulein Es ist eine Kurzgeschichte des französischen Autors Jules Verne. Sie wurde erstmals Weihnachten 1893 unter dem französischen Titel Monsieur Ré-dièze et Mademoiselle Mi-bémol im Le Figaro illustré in Paris. Vernes Sohn Michel Verne nahm die Geschichte in den Sammelband Hier et demain (in Deutsch veröffentlicht als Gestern und Morgen) auf. In dieser Sammlung wurde sie zusammen mit weiteren Kurzgeschichten von Jules Verne im November und Dezember 1910 in Frankreich veröffentlicht.

## Handlung
Die Geschichte ist angelegt wie eine literarische Phantasie von Edgar Allan Poe oder von E.T.A. Hoffmann. Herr Dis und Fräulein Es sind zwei Kinder aus der Schweiz, die diese Spitznamen erhielten, weil sie beide über die gleiche Stimmlage verfügen. Beide singen im Kirchenchor des Dorfes Kalfermatt. Den Organisten und Chorleiter Meister Effarane stört die Harmonie der beiden Kinder. Der diabolische Chorleiter verwandelt die beiden Chorkinder in ihren Träumen in Orgelpfeifen.

## Bibliografie (Auswahl)
- Jules Verne: Herr Dis und Fräulein Es. In: Anne Marie Fröhlich (Hrsg.): Weihnachtszeit. Zürich: Manesse Verlag, 1995, ISBN 3-7175-1876-3.
- Jules Verne: Herr Dis und Fräulein Es. In: Sven-R. Schulz (Hrsg.): Unterm Tannenbaum. Berlin: Edition Dornbrunnen, 2023, ISBN 978-3943275711.